# ناحیه چیپوا، ایزابلا، میشیگان
ناحیه چیپوا (به انگلیسی: Chippewa Township) یک منطقهٔ مسکونی در ایالات متحده آمریکا است که در شهرستان ایزابلا، میشیگان واقع شده‌است.
 ناحیه چیپوا ۹۴٫۰ کیلومتر مربع مساحت و ۴٬۶۱۷ نفر جمعیت دارد و ۲۲۷ متر بالاتر از سطح دریا واقع شده‌است.